# جون هاولي
جون هاولي (بالإنجليزية: John F. Hawley)‏ (مواليد 1958) هو عالم فيزياء فلكية أمريكي وأستاذ في علم الفلك في جامعة فرجينيا. في عام 2013، شارك في جائزة شو لعلم الفلك مع ستيفن بالوبس. 